# Mordellistena wenzeli
Mordellistena wenzeli är en skalbaggsart som beskrevs av Liljeblad 1945. Mordellistena wenzeli ingår i släktet Mordellistena och familjen tornbaggar. Inga underarter finns listade i Catalogue of Life.